# Шелберн Шаркс
«Шелберн Шаркс» — юниорская хоккейная команда из Шелберна (Онтарио, Канада). Выступает в Greater Metro Junior A Hockey League.

## История
Команда была создана в 2010 году российским бизнесменом Игорем Васильевым. Клуб составлен преимущественно из российских хоккеистов. Ред Уингз стали первой юниорской командой в Шелберне после Шелберн Вулвс. 11 сентября 2010 года клуб сыграл свой первый матч против Торонто Канада Мус
Торонто Канада Мус, где одержал победу со счётом 5-4 (2:1, 1:1, 2:2). В игре отличился форвард Ред Уингс Александр Никульников, оформив покер (4 шайбы за матч).
В 2014 году команда была продана и сменила именование на  Шелберн HTI Старс. Сезон 2014-2015 было решено пропустить для реорганизации. Клуб вернулся в GMJHL в сезоне 2015-2016 под именем Шелберн Шаркс.

## Состав

### Нападение
| №  | Гр.                       | Имя и фамилия             | Дата рождения | Хват   |
| -- | ------------------------- | ------------------------- | ------------- | ------ |
| 22 | Канада                    | Джастин Перейра           | 20.04.1996    | Левый  |
| 9  | Соединённые Штаты Америки | Тайлер Торн               | 24.12.1995    | Левый  |
| 17 | Соединённые Штаты Америки | Брайан Резников           | 28.07.1998    | Правый |
| 95 | Канада                    | Себастьян Вагнер          | 23.11.1995    | Левый  |
| 11 | Мексика                   | Самуэль Гарридо Руиз      | 06.05.1995    | Левый  |
| 93 | Канада                    | Шейн Рохут                | 14.07.1997    | Левый  |
| 19 | Канада                    | Джош Скаддер              | 19.08.1997    | Левый  |
| 13 | Соединённые Штаты Америки | Айртон Корник             | 28.12.1998    | Левый  |
| 15 | Соединённые Штаты Америки | Кайл Грегори Булман-Льюис | 26.05.1999    | Левый  |
| 23 | Соединённые Штаты Америки | Остин Джаррелл            | 18.02.1996    | Правый |
| 2  | Канада                    | Барри Бретт               | 14.05.1997    | Правый |
| 47 | Канада                    | Карсон Бёрнс              | 09.10.1997    | Правый |

### Защита
| №  | Гр.       | Имя и фамилия | Дата рождения | Хват   |
| -- | --------- | ------------- | ------------- | ------ |
| 77 | Канада    | Блэйк Уорд    | 04.03.1997    | Правый |
| 10 | Канада    | Джейден Мод   | 13.01.1997    | Левый  |
| 5  | Австралия | Астон Милнер  | 23.04.1997    | Правый |
| 13 | Словакия  | Лукас Соча    | 09.09.1999    | Левый  |

### Вратари
| №  | Гр.                       | Имя и фамилия | Дата рождения | Хват  |
| -- | ------------------------- | ------------- | ------------- | ----- |
| 31 | Соединённые Штаты Америки | Остин Гуанзон | 11.11.1995    | Левый |
| 27 | Соединённые Штаты Америки | Коннор Кассуб | 12.04.1996    | Левый |
| 30 | Соединённые Штаты Америки | Брайан О'Тул  | 16.09.1997    | Левый |